# Eduard Gaugler
Eduard Gaugler (* 23. Juni 1928 in Stuttgart; † 12. April 2014 in Hirschberg an der Bergstraße) war ein deutscher Wirtschaftswissenschaftler. Er war zuletzt emeritierter Inhaber des Lehrstuhls für Allgemeine Betriebswirtschaftslehre, Personalwesen und Arbeitswissenschaft an der Universität Mannheim.

## Werdegang
Eduard Gaugler studierte von 1949 bis 1954 Wirtschafts- und Sozialwissenschaften an der Universität München und an der damaligen Hochschule für Wirtschafts- und Sozialwissenschaften Nürnberg. Nach dem Studienabschluss als Diplom-Kaufmann wurde er 1954 an der Staatswirtschaftlichen Fakultät der Universität München zum Dr. oec. publ. promoviert. Die Habilitation für Betriebswirtschaftslehre folgte im Jahre 1966 an der Universität München, wo er zunächst als Universitätsdozent lehrte.
Von 1967 bis 1972 war er Professor für Betriebswirtschaftslehre an der Universität Regensburg. 1972 nahm er den Ruf an die Universität Mannheim als Nachfolger von August Marx an und war dort bis 1996 Direktor des Seminars für Allgemeine Betriebswirtschaftslehre, Personalwesen und Arbeitswissenschaft. Von 1973 bis 1976 stand er der Universität Mannheim als Rektor vor und agierte dort 1987/88 auch als Dekan der Fakultät für Betriebswirtschaftslehre.
1981/82 war er Vorsitzender des Verbandes der Hochschullehrer für Betriebswirtschaft e. V., 1988/89 Vorsitzender des Strukturbeirats der Katholischen Universität Eichstätt zur Errichtung einer Fakultät für Wirtschaftswissenschaften in Ingolstadt und anschließend bis 1991 Gründungsdekan dieser Fakultät. Er war Träger der Ehrendoktorwürde (Dr. rer. pol.h. c.) der Fakultät für Wirtschaftswissenschaften der Universität Passau (1988), von der wirtschaftswissenschaftlichen Fakultät der Katholischen Universität Eichstätt-Ingolstadt (1991) und von der Katholischen Universität Lublin (2010). Von 1991 bis 1998 war er Direktor des Instituts für Mittelstandsforschung der Universität Mannheim, das sich der Erforschung der mittelständischen deutschen Wirtschaft widmet.

## Wirken
Die Forschungsschwerpunkte Eduard Gauglers lagen auf den Gebieten betriebliches Personalwesen, betriebliche Sozialpolitik, Betriebsorganisation und Unternehmungspolitik.
Mit seiner Berufung auf den ältesten deutschen Lehrstuhl für betriebliches Personalwesen an der Universität Mannheim hatte sich seine Arbeit auf zahlreiche Aspekte des Personalmanagements konzentriert. Die Wirtschaftswoche verlieh ihm für seine Forschungsarbeit auf diesem Gebiet den Titel „Personalpapst“.
Der Praxisbezug seiner theoretischen Erkenntnisse und die Anwendbarkeit seiner Forschungsergebnisse im unternehmerischen Alltag prägten seine Forschungstätigkeit.
Eduard Gaugler war in der Wirtschaftspraxis nicht nur als Vorstandsmitglied, sondern auch in Aufsichts- und Verwaltungsräten sowie Beiräten engagiert, beispielsweise als langjähriges Mitglied des Vorstands der Arbeitsgemeinschaft zur Förderung der Partnerschaft in der Wirtschaft e. V. (AGP) in Kassel, der Arbeitsgemeinschaft für wirtschaftliche Verwaltung e. V. (AWV) in Eschborn, der Deutschen Gesellschaft für Personalführung e. V. (DGfP) in Düsseldorf und der Schmalenbach-Gesellschaft e. V. (SG-DGfB) in Köln. Von 1978 bis 1988 war er Mitglied des Aufsichtsrats der Firma Boehringer Mannheim GmbH.
Über viele Jahre hinweg war er stellvertretender Vorsitzender des Verwaltungsrats der Carl Duisberg Centren GmbH. Zudem beriet Eduard Gaugler verschiedene wirtschaftliche und wissenschaftliche Organisationen, etwa in der „Expertenkommission Weiterbildung“ der Landesregierung von Baden-Württemberg oder im Beirat des Instituts der deutschen Wirtschaft in Köln. In der Deutschen Sektion der International Industrial Relations Association e. V. (IIRA) war er stellvertretender Vorsitzender des Vorstands. Eduard Gaugler war Berater für das Bundesforschungsministerium und Berater der Bischofskonferenz in karitativen und sozialen Fragen.
Eduard Gaugler begründete mit seinen Forschungsbeiträgen die sog. „Mannheimer Schule“ des Personalwesens, die stets den Anwendungsbezug der Wissenschaft betont und gefördert hat. Sein Wirken in Forschung und Lehre der Betriebswirtschaftswissenschaft ist von nationaler wie internationaler Bedeutung. Seine Vortragstätigkeit führte ihn nach West- und Osteuropa, in die USA oder nach Japan und Korea. Beim ersten Weltkongress der betriebswirtschaftsorientierten Hochschullehrer 1992 in Tokio (IFSAM) leitete er die Sektion „Human Resource Management and Labour Relations“.
Eduard Gaugler war Mitherausgeber des „Handwörterbuchs des Personalwesens“, das 2004 in dritter Auflage erschien. Seit 1977 war er Mitherausgeber der Fachzeitschrift Personal.

## Ehrungen
- 1999: Bundesverdienstkreuz am Bande[2]
- 1993: Goldene Bürgermedaille der Stadt Ingolstadt
- 1991:  Bayerischen Verdienstordens

## Werke
- Instanzenbildung als Problem der betrieblichen Führungsorganisation, Habilitationsschrift, Berlin 1966.
- Verantwortliche Betriebsführung. Professor Dr. Guido Fischer zum 70. Geburtstag am 8. Juni 1969, Stuttgart 1969.
- Betriebliche Personalplanung. Eine Literaturanalyse, Göttingen 1974.
- mit Bernd Weber: Die Personalberatung. Aufgaben, Leistungsangebot, Arbeitsweise, Kosten, Freiburg i.Br. 1988.
- Zur Weiterentwicklung der BWL als Management- und Führungslehre, in: Rolf Wunderer (Hrsg.), Betriebswirtschaftslehre als Management- und Führungslehre, Stuttgart 1988, S. 147–168.
- mit Matthias Mungenast: Organisation der Aus- und Weiterbildung, in: Erich Frese (Hrsg.), Handwörterbuch der Organisation, 3. Aufl., Stuttgart 1992, Sp. 237–252.
- Information als Führungsaufgabe, in: Alfred Kieser u. a. (Hrsg.), Handwörterbuch der Führung, 2. Aufl., Stuttgart 1995, Sp. 1175–1185.
- mit Walter A. Oechsler: Herausforderungen an das Personalmanagement in Gegenwart und Zukunft, Mannheim 1997.
- Hundert Jahre Betriebswirtschaftslehre, Mannheim 1998.
- mit Richard Köhler (Hg.): Entwicklungen der Betriebswirtschaftslehre. 100 Jahre Fachdisziplin – zugleich eine Verlagsgeschichte, Stuttgart 2002.
- mit Walter A. Oechsler, Wolfgang Weber: Personalwesen, in: Dies. (Hrsg.), Handwörterbuch des Personalwesens, 3. Aufl., Stuttgart 2004, Sp. 1653–1663.
- Geschichte des Personalwesens, in: E. Gaugler, W.A. Oechsler, W. Weber (Hrsg.), Handwörterbuch des Personalwesens, 3. Aufl., Stuttgart 2004, Sp. 837–853.
- Arbeitsbeziehungen in der Europäischen Union. Erweiterte Fassung von Vorträgen im Rahmen des Deutsch-Japanischen Jahres 2005 bei Symposien an der Meiji-Universität in Tokio und an der Kwansei-Gakuin-Universität in Nishinomiya, Mannheim 2005.
- mit Walter A. Oechsler (Hg.): Erinnerungen an August Marx (1906–1990), Mannheim 2007.
- Mitbestimmung der Arbeitnehmer in der Betriebs- und Unternehmensverfassung. Erweiterte Fassung des Beitrags "Betriebs- und Unternehmensverfassung" zum "Handbuch der Katholischen Soziallehre" Berlin 2007, Mannheim 2007.
- Wandel der Arbeitsbeziehungen in Deutschland. Erweiterte Fassung eines Vortrags bei der Internationalen Konferenz 2007 an der Sangji-Universität in Wonju/Korea, Mannheim 2007.
- Partnerschaft in Wirtschaft und Betrieb – Sechzig Jahre AGB, Mannheim 2011.